# Pablo Larios
Pablo Larios Iwasaki (Zacatepec de Hidalgo, 1960. július 31. – 2019. január 31.) válogatott mexikói labdarúgó, kapus.

## Pályafutása

### Klubcsapatban
1980 és 1984 között a Zacatepec, 1984 és 1989 között a Cruz Azul labdarúgója volt. 1989 és 1994 között a Puebla csapatában védett. 1994 és 1997 között a Toros Neza játékosa volt. 1997-ben ismét a Zacatepec, majd 1998–99-ben a Toros Neza együttesében szerepelt.

### A válogatottban
1983 és 1991 között 48 alkalommal szerepelt a mexikói válogatottban. Tagja volt az 1986-os világbajnokságon részt vevő csapatnak.

## Sikerei, díjai
Mexikó
- CONCACAF-aranykupa
  - bronzérmes: 1991

 Puebla
- Mexikói bajnokság
  - bajnok: 1989–90
- Mexikói kupa
  - győztes: 1990